# بروس بينينغتون
بروس بينينغتون (بالإنجليزية: Bruce Pennington)‏ هو رسام توضيحي ورسام بريطاني، ولد في 10 مايو 1944.